# Remigiusz Józef Gruca
Remigiusz Józef Gruca OFM (ur. 4 lutego 1959 w Borkach Wielkich) – polski zakonnik, doktor teologii dogmatycznej, kapłan franciszkanin, rektor Wyższego Seminarium Duchownego Franciszkanów we Wrocławiu.

## Życiorys
O. Remigiusz Józef Gruca w 1977 wstąpił do wrocławskiej Prowincji św. Jadwigi Zakonu Braci Mniejszych. Studia filozoficzno-teologiczne odbył w Wyższym Seminarium Duchownym Franciszkanów w Kłodzku w latach 1978-1984. Profesję uroczystą złożył 2 lutego 1983, a święcenia prezbiteratu przyjął 4 lutego 1984.
W latach 1984–1989 odbył studia specjalistyczne na Papieskim Uniwersytecie Antonianum w Rzymie. Ukończył je doktoratem z teologii dogmatycznej.
Rektorem Wyższego Seminarium Duchownego Franciszkanów był najpierw w Kłodzku (1991-1997), a potem we Wrocławiu (1997-2012). Zakończył swoje urzędowanie 23 czerwca 2012, w dniu zamknięcia roku akademickiego. Aktualnie jest magistrem nowicjuszy w Borkach Wielkich.